# Biënnale van São Paulo
De Biënnale van São Paulo (officieel: Bienal Internacional de Arte de São Paulo of Internationale Biënnale van São Paulo) is een kunstevenement dat om de twee jaar in de Braziliaanse stad São Paulo wordt gehouden. Het evenement werd in het begin van de jaren vijftig voor het eerst georganiseerd en vindt sinds de tweede editie plaats in het Ibirapuerapark. Op deze locatie worden van oktober tot december werken van gerenommeerde Afrikaanse, Aziatische, Europese, Oceanische, Latijns- en Noord-Amerikaanse beeldende kunstenaars geëxposeerd.

## Geschiedenis
Het evenement werd in 1951 voor het eerst georganiseerd. Werken van onder anderen René Magritte, Pablo Picasso en Victor Brecheret werden er toen geëxposeerd. Twee jaar later vond de tweede editie van de Internationale Biënnale van São Paulo in een door architect Niemeyer ontworpen paviljoen in het Ibirapuerapark waar werken van onder anderen Giorgio Morandi, Constantin Brâncuşi en Eliseu Visconti werden geëxposeerd. Tijdens de volgende twee decennia, gedurende de militaire dictactuur in Brazilië, kampte het evenement met teruglopende deelnemersaantallen. Van 1987 tot begin jaren negentig werden de werken in drie gangen geëxposeerd nadat er enige wijzigingen aan de vaste expositie werden aangebracht. Tijdens de tweeëntwintigste editie van het evenement in 1994 werden acht werken alsmede het atelier van de Nederlandse kunstschilder Piet Mondriaan tentoongesteld. Er deden toen zeventig landen, waaronder België en Nederland, mee aan het evenement en daarmee was het de grootste kunstbiënnale die ooit in een land werd gehouden.